# Szep-Isztar
Szep-Isztar, Szep-Issar (akad. Šēp-Ištar, Šēp-Issar; w transliteracji z pisma klinowego zapisywane mGÌR.2-d15; tłum. „Stopy (bogini) Isztar”) – wysoki dostojnik, gubernator prowincji Nasibina za rządów asyryjskiego króla Adad-nirari III (810-783 p.n.e.); z asyryjskich list i kronik eponimów wiadomo, iż w 800 r. p.n.e. sprawował też urząd eponima (akad. limmu). 